# Metasia pagmanalis
Metasia pagmanalis là một loài bướm đêm trong họ Crambidae.